# Phare de Pontusval
Le phare de Pontusval est érigé sur la pointe de Beg-Pol, commune de Brignogan-Plages.
La construction du phare fut décidée à la suite de nombreux naufrages sur la côte, qui manquait de feux et fut terminée en juin 1869. Le premier allumage eut lieu le 15 septembre 1869.
Le phare sert de relais entre le phare de l'Île Vierge et le phare de l'Île de Batz (voir carte des phares du Finistère).
Il se signale de nuit par trois occultations toutes les douze secondes. Cinquante-deux marches permettent d'atteindre le sommet. Il a perdu sa dernière gardienne, Mme Marie-Paule Le Guen, en 2003. Cependant, elle a continué à habiter la maison jusqu’à son décès en novembre 2023.
Le phare, du type tourelle carrée centrée en pignon(hors cuisine, véranda et garage), fait l’objet d’un classement au titre des monuments historiques depuis le 23 mai 2011,.

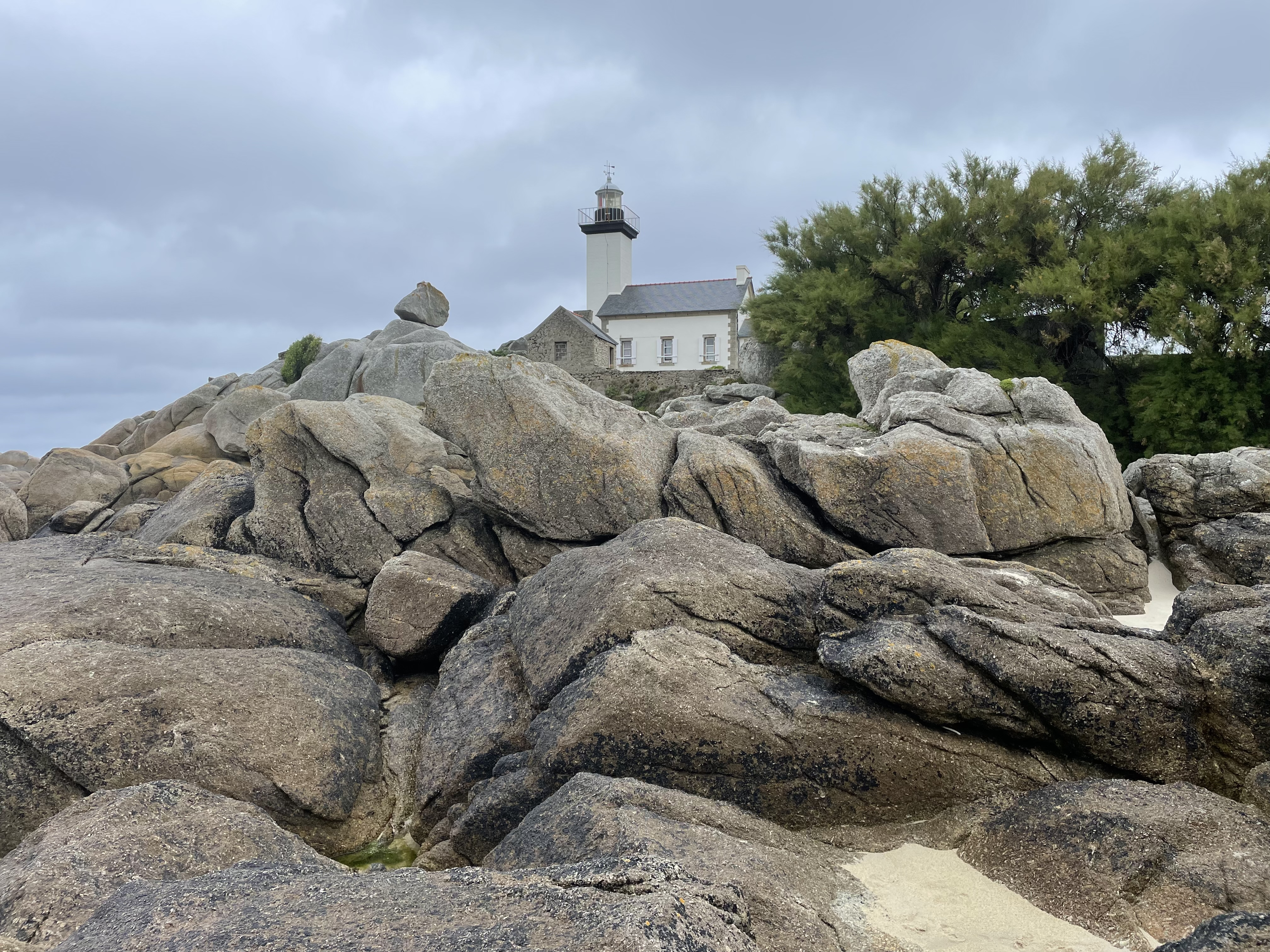
Le phare de Pontusval.